# 奥野敦士
奥野 敦士（おくの あつし、1963年6月25日 - ）は、日本のヴォーカリスト、ミュージシャン、俳優。群馬県前橋市出身。

## 略歴
- 1985年、ROGUEのヴォーカリストとしてキングレコードよりデビュー。
- 1990年、ROGUE解散。
- 1991年、映画『TVO』出演。
- 1992年、初のソロアルバム『Brand New Story』をフォーライフよりリリースしソロデビュー。
- 1997年、東京メンズシャンソンズ結成。
- 1998年、映画『大怪獣東京に現わる』出演。
- 1999年、世良公則とシナプスを結成。
- 1999年、ドラマ『富江 恐怖の美少女』出演。
- 2001年、映画『岸和田少年愚連隊 カオルちゃん最強伝説 episode-1』出演。
- 2004年、樋口豊とWild Wise Apesを結成、アルバム『3rd world』リリース。
- 2006年、映画『ラブレター 蒼恋歌』出演。
- 2008年9月、アルバイトの解体現場で、屋根から落下して脊髄を損傷。半身不随となる。
- 2012年7月、リハビリ中に発信したツイッターの発言がまとめられた本『いろいろあるさ 生きてっからね』（実業之日本社）を発売。
- 2013年10月19日、グリーンドーム前橋「GBGB2013」でROGUE再結成ライブを行う。
- 2015年1月27日、12歳年下の一般女性と入籍[2]。1月31日、25年ぶりのROGUE東京公演を行った[3][4]。4月25日、ソロアルバム『ロックスターよ歌ってくれ!』をリリース。
- 2021年9月5日、2020年東京パラリンピック閉会式に映像出演。『この素晴らしき世界』を歌唱し世界中に歌声を届けた[5][6]。

## ディスコグラフィ

### アルバム
- Brand New Story（1992年3月21日、FLCF-30130） - 1stアルバム。ソロデビュー作品。
- 永遠に満月（1992年10月21日、FLCF-30169） - 2nd
- TOKYO23（1994年2月18日、FLCF-30237） - 3rd
- IN THE PLANET（1996年6月25日、MUSE-9610） - 4th
- The Highest Voltage（2000年8月、MSCD-5） - 5th
- ロックスターよ歌ってくれ！（2015年4月25日） - 6th

### シングル
- 奴も昔シンガーだった（1992年10月21日、FLDF-10225）
- 黒い天使（1994年2月18日、FLDF-10270）
- ONE MORE TRY!!（2005年9月2日、ELR-001）

## その他の作品
ポークソテーズ
（奥野敦士、川村カオリ、勝村政信、松尾貴史、樋口豊、金山一彦、原田喧太 ほか）
- ハンバーグの作り方（NHKみんなのうた） - 未リリース作品。

東京メンズシャンソンズ
（奥野敦士と片桐久尚）
- アルバム「エレガント」（1999年3月18日、MSCD-2）

Wild Wise Apes
（奥野敦士と樋口豊）
- アルバム「3rd world」（2004年7月28日、DDCF-2009）

OKKブラザーズ
（奥野敦士と川畑アキラ）
- シングル「オッサン。」（2006年10月4日、UPCI-5040） - ポッカコーヒーCM曲

全糧連おこめ券イメージソング
- ビートたけし＆ザ・常夏に『God bless you』を作曲家として提供したことがある（作詞はダンカン）。また、この曲はアメリカのキッド・クレオール&ザ・ココナッツによってカバーされた。[7]

## 映画音楽

### 映画
- 鉄 平成侠客伝（1999年、主演：竹内力、ギャガ・コミュニケーションズ）
- 意外と死なない（1999年、主演：億田明子、映画美学校）
- 岸和田少年愚連隊 カオルちゃん最強伝説（2001年、主演：竹内力、セディックインターナショナル）
- 実録・安藤組外伝 地獄道（2001年、監修：安藤昇、主演：白竜、東映ビデオ）
- 修羅の群れ 第1部 怒濤編・第2部 風雲編・第3部 完結編 大抗争列島（2002年、主演：松方弘樹、GPミュージアム）
- 龍虎兄弟（2002年、主演：哀川翔、アースライズ）
- 北の狼（2002年、主演：小沢仁志、Softgarage）
- 最も危険な刑事まつり「実録キティ刑事」（2003年、主演：鈴木砂羽、コムテッグ）
- 人斬り銀次（2003年、主演：竹内力、日活）
- ラヴァーズ・キス（2003年、主演：平山綾、東北新社/東宝）
- 問題のない私たち（2004年、主演：黒川芽以、レジェンド・ピクチャーズ）
- 総長賭博（2004年、主演：小沢仁志、ジャパンアート）
- 子猫の涙（2008年1月、主演：武田真治、トルネード・フィルム）
- インモラル 凍える死体（2008年7月、主演：吉野紗香、MGP）

### オリジナルビデオ
- XX（ダブルエックス） 美しき獲物（1996年、細野幹久役、東映ビデオ）
- 新 銀鮫 六本木金融伝説（2000年、主演：矢澤美幸、ミュージアム）
- 女郎蜘蛛（2000年、主演：藤村幸、ミュージアム）
- 首領の女1・2・3（2002年、主演：中島宏海、ミュージアム）
- 大阪裏稼業列伝 ナニワの虎（2002年、原案：青木雄二、主演：小沢仁志、シネマパラダイス）
- 実録・竹中正久の生涯 荒らぶる獅子 前篇・後篇・外伝（2003年・2004年、主演：小沢仁志、GPミュージアム）
- 伝説のやくざ 最後の博徒 修羅の章・残侠の章（2003年・2004年、東映Vシネマ、主演：松方弘樹、東映ビデオ）
- 鉄（くろがね） 極道・高山登久太郎の軌跡（2004年、主演：小沢仁志、GPミュージアムソフト）
- 鉄砲玉、弾ンだ（2004年、主演：小沢仁志、GPミュージアムソフト）
- 闇武者（2004年、主演：塩谷智司、GPミュージアムソフト）
- 炎と氷（2004年、主演：竹内力、GPミュージアムソフト）
- 炎と氷2（2005年、主演：竹内力、GPミュージアムソフト）
- 武闘派極道史 竹中組 〜組長邸襲撃事件〜（2005年、主演：風間貢、GPミュージアムソフト）
- 修羅場の侠たち 伝説の愚連隊・盟朋会（2005年、主演：小沢和義、GPミュージアムソフト）
- 修羅場の侠たち 伝説・河内十人斬り（2005年、主演：本宮泰風、GPミュージアムソフト）
- 実録・新選組（2006年、主演：小沢仁志、GPミュージアムソフト）
- 実録 武闘派極道史 八西会跡目抗争（2006年、主演：岡崎礼、GPミュージアムソフト）
- 組長×射殺〜敵を狩れ〜（2007年、主演：小沢仁志、GPミュージアムソフト）
- 組長×射殺〜首領を撃て〜（2007年、主演：小沢和義、GPミュージアムソフト）
- 外道の群れ 流血の鎮魂歌（2007年、主演：高木淳也、GPミュージアムソフト）
- 大阪やくざ戦争 誤爆の代償（2007年、主演：山口祥行、GPミュージアムソフト）
- ツインギャング （2007年、主演：与座重理久、GPミュージアムソフト）
- トンパチ（2007年、主演：小沢和義・本宮泰風、AMGエンタテインメント）
- ツインギャング 2・3・4（2008年、主演：与座重理久、GPミュージアムソフト）
- 実録・無敵道（2008年1月、主演：小沢仁志）
- トンパチ2（2008年4月、主演：小沢和義・本宮泰風、AMGエンタテインメント）
- 喧嘩の極意1（2008年11月、主演：小笠原大晃、GPミュージアムソフト）
- 喧嘩の極意2（2009年1月、主演：小笠原大晃、GPミュージアムソフト）

## 出演

### ドラマ
- たんぽぽ・くらぶ（1992年、テレビ朝日系）
- ダブル・キッチン（1993年、TBS）
- 静かなるドン 第3話（1994年）
- 土曜ワイド劇場「怪人食いしんぼ!」（1996年、テレビ朝日系）
- 富江 恐怖の美少女（1999年12月26日、関西テレビ） - 森 役
- アナザヘヴン〜eclipse〜（2000年、テレビ朝日系）

### 映画
- TVO（1991年、ジャパンホームビデオ/東神興業） - 木原孝 役
- モスラ2 海底の大決戦（1997年、東宝） - 小谷幹夫 役[1]
- 大怪獣東京に現わる（1998年、松竹） - ジュン 役
- 漂流街 THE HAZARD CITY（2000年、東宝） - カルロス 役
- 岸和田少年愚連隊 カオルちゃん最強伝説 episode-1（2001年、セディックインターナショナル） - チョッキン 役
- 実録・安藤組外伝 地獄道（2001年、監修：安藤昇） - ナカモト（曽我部源次の舎弟） 役
- DOG STAR（2002年、東京テアトル/オメガ・ミコット） - 山中 役
- プレイボール（2002年、アースライズ）
- ラヴァーズ・キス（2003年、東北新社/東宝） - 尾崎光良 役
- ラブレター 蒼恋歌（2006年、日本出版販売） - 店長 役

### オリジナルビデオ
- XX（ダブルエックス） 美しき獲物（1996年、東映ビデオ） - 細野 役
- 女郎蜘蛛（2000年、ミュージアム） - よっちゃん（ミュージシャン） 役
- ガードレス 復讐の女暗殺者（2001年、徳間ジャパンコミュニケーションズ）
- 女雀龍伝〜誕生編〜（2001年、カレス・コミュニケーションズ） - 金子組二代目 役
- 大阪裏稼業列伝 ナニワの虎（2002年、シネマパラダイス）
- 首領の女 1（2002年、ミュージアム）） - 坂口組藤堂組桐野組幹部 飯塚幸二 役
- 新・広島やくざ戦争 武闘派列伝 伝説の広島極道 山上功治の生涯（2003年）- 岡島組組員 ショウちゃん 役
- 闇武者（2004年、GPミュージアムソフト） - 冥府魔道の主 役
- 実録・東声会 初代・町井久之 暗黒の首領（2006年、GPミュージアムソフト）- 在日本大韓体育会 役
- ビジネスマン必勝講座 ヤクザに学ぶ経済戦術（2007年、GPミュージアムソフト）実例1「A会B組系列K組東京事務所責任者T組長の交渉戦術」 - Y社長 役
- ビジネスマン必勝講座 ヤクザに学ぶカリスマ性（2007年、GPミュージアムソフト）実例3「A組長の人心掌握術」 - 幹部I 役
- 修羅の妻（おんな）たち 〜射殺者の妻、その愛〜（2007年、GPミュージアムソフト） - 門倉組幹部 イシミネ 役
- 平成清水一家（2007、GPミュージアムソフト）

## テレビ番組
- ビートたけしPresents奇跡体験!アンビリバボー（2014年2月6日、フジテレビ）コーナー「感動のアンビリバボー」
- NHKドキュメンタリー - 逆転人生「伝説のロックシンガー 復活の歌」（2019年5月6日、NHK総合）

## 書籍
- いろいろあるさ 生きてっからね（2012年7月19日、実業之日本社）
- 終わりのない歌（2012年12月5日、双葉社）

## トラブル
- 2013年9月5日、奥野のHPにメールを3万通送った会社員が芸能人対象の事件では初めてストーカー規制法違反の疑いで逮捕される事件が発生した[8]。